# Paweł (Mantowanis)
Paweł (imię świeckie Panajotis Mantowanis; ur. 21 listopada 1945] w Larnace, zm. 1 października 2011 w Nikozji) – cypryjski biskup prawosławny.

## Życiorys
Ukończył średnią Szkołę Angielską w Nikozji. Następnie służył w cypryjskiej Gwardii Narodowej, zaś dzięki stypendium Greckiego Kościoła Prawosławnego podjął studia teologiczne na uniwersytecie w Atenach, uzyskując dyplom w 1972. Po powrocie na Cypr pracował jako katecheta i świecki kaznodzieja, jak również wykładowca seminarium św. Barnaby w Nikozji.
W 1977–1980 studiował na uniwersytecie w Oxfordzie, gdzie w 1985 uzyskał tytuł doktora filozofii za pracę poświęconą teologii eucharystycznej św. Mikołaja Kabasilasa. W 1980 został wyświęcony na diakona, zaś 4 października 1981, po złożeniu wieczystych ślubów zakonnych, otrzymał godność archimandryty i przyjął święcenia kapłańskie. Przez siedem kolejnych lat był proboszczem parafii św. Barnaby w Dasoupoli. Następnie od 1988 do 1993 kierował jako przełożony klasztorem Machaira.
5 kwietnia 1994 został wybrany na metropolitę Kirenii, zaś 10 kwietnia tego samego roku – wyświęcony na biskupa.
Wielokrotnie reprezentował Cypryjski Kościół Prawosławny na spotkaniach międzykościelnych i ekumenicznych.